# David IV Byggaren
David IV Byggaren (georgiska: დავით IV აღმაშენებელი, davit IV aghmashenebeli) var en georgisk kung från 1089 till 1125. David tillhörde Bagrationidynastin och var Kungariket Georgiens femte kung. Han anses vara landets mest framgångsrika kung.
David reformerade Georgiens armé och administration, vilket bidrog till hans militära expansioner i Kaukasien, och att han framgångsrikt drev ut de invaderande Seldjukerna ur Georgien. Han stod kyrkan nära, och blev helgonförklarad av den Ortodoxa kyrkan i Georgien.

## Som kung
När han blev kung vid sexton års ålder befann sig Georgien i en utmanande situation. Kungariket som under 1000-talet sträckt sig från Svarta havets östkust i väst, till Shirvan i öst, bestod nu endast av Abchazien och Kartlien. Sedan 1080-talet hade turkiska plundringar av Georgien förstört landets ekonomi, och de georgiska kungarna var numera tributbetalande vassaler av Seldjukerna. De politiska utvecklingarna hotade det tidigare unifierade rikets stabilitet, och kungens och kyrkans makt försvagades.
Den första punkten på Davids agenda var att stoppa de turkiska räderna och bryta sig loss från Seldjukernas suzeränitet.